# Jorge Wilstermann
 (novembre 2018).
Si vous disposez d'ouvrages ou d'articles de référence ou si vous connaissez des sites web de qualité traitant du thème abordé ici, merci de compléter l'article en donnant les références utiles à sa vérifiabilité et en les liant à la section « Notes et références ».
Jorge Wilstermann (né le 23 avril 1910 à Punata, mort le 17 janvier 1936) est le premier aviateur commercial de la Bolivie. 
Lorsqu'il mourut, son ami et patron d'alors de la Lloyd Aéreo Boliviano, Wálter Lemm, demanda que les noms de l'aéroport local de Cochabamba et de l'équipe locale de football (qui avait été initiée par des gens impliqués dans l'aviation, des ouvriers de la Lloyd Aéreo Boliviano) soient changés en Jorge Wilstermann en son honneur.